# Floortje Meijners
Floortje Meijners est une joueuse néerlandaise de volley-ball née le 16 janvier 1987 à Oldenzaal. Elle mesure 1,92 m et joue au poste de réceptionneuse-attaquante. Elle totalise 102 sélections en équipe des Pays-Bas. Elle est mariée au joueur turc de basket-ball Engin Atsür.

## Clubs
| Club                        | De        | À         |
| --------------------------- | --------- | --------- |
| VV Pollux                   | 2002-2003 | 2005-2006 |
| Martinus Amstelveen         | 2006-2007 | 2008-2009 |
| TVC Amstelveen              | 2009-2010 | 2009-2010 |
| Busto Arsizio               | 2010-2011 | 2011-2012 |
| River Volley Piacenza       | 2012-2013 | 2013-2014 |
| Galatasaray İstanbul        | 2014-2015 | 2014-2015 |
| River Volley Piacenza       | 2015-2016 | 2015-2016 |
| Pallavolo Scandicci         | 2016-2017 | 2016-2017 |
| Futura Volley Busto Arsizio | 2018-2019 | 2018-2019 |
| US ProVictoria              | 2019-2020 | …         |

## Palmarès

### Équipe nationale
- Grand Prix Mondial
  - Vainqueur : 2007.

### Clubs
- Coupe de la CEV
  - Vainqueur : 2012, 2019.
- Championnat des Pays-Bas
  - Vainqueur : 2003, 2006, 2007.
- Coupe des Pays-Bas
  - Vainqueur : 2003, 2006, 2007.
- Championnat d'Italie
  - Vainqueur : 2012, 2013, 2014.
  - Finaliste : 2016.
- Coupe d'Italie
  - Vainqueur : 2012, 2013, 2014.
  - Finaliste : 2016.
- Challenge Cup
  - Finaliste : 2013.
- Supercoupe d'Italie
  - Vainqueur : 2013.